# 大阪ガス都市開発

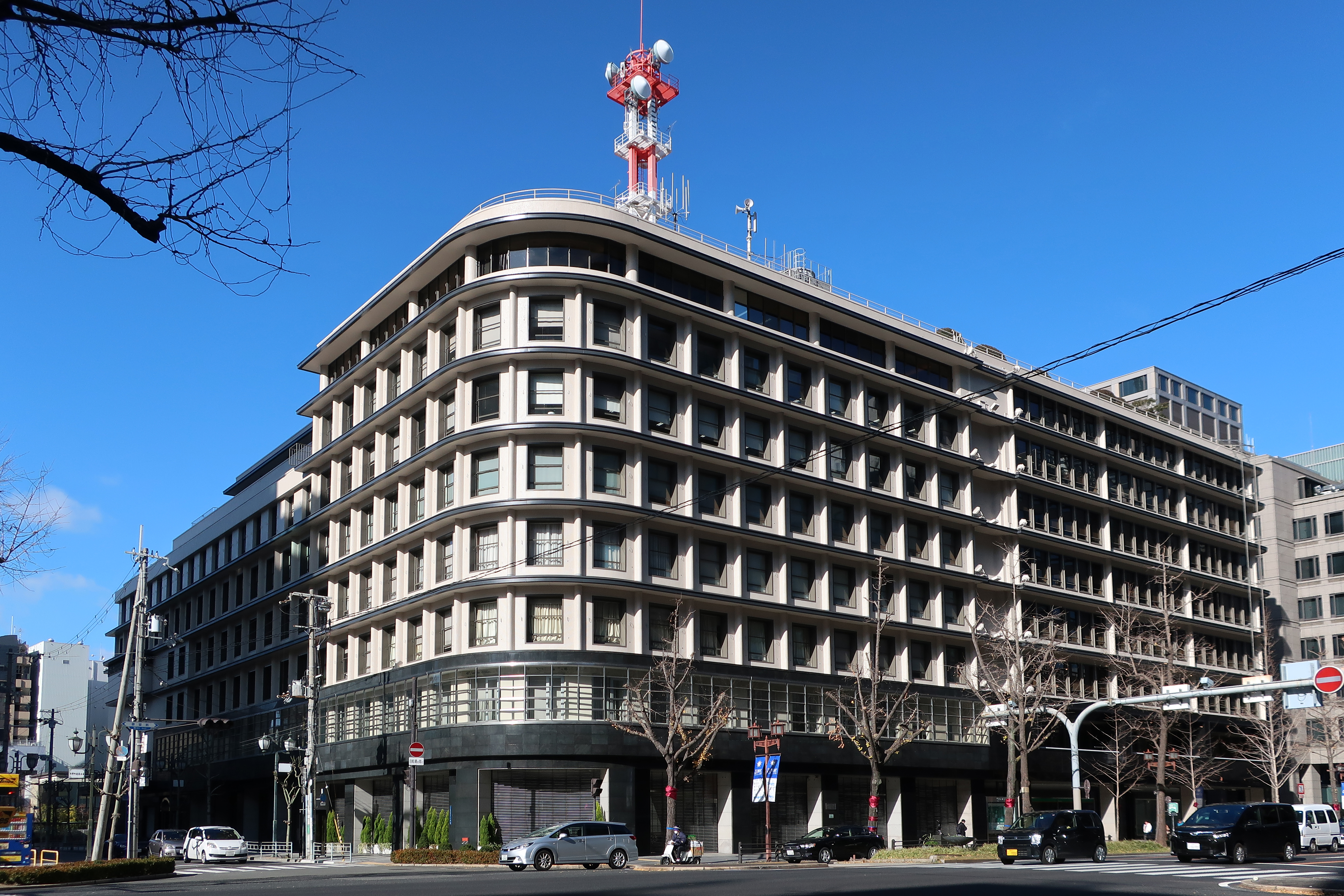
大阪ガスビルディング（2019年撮影）

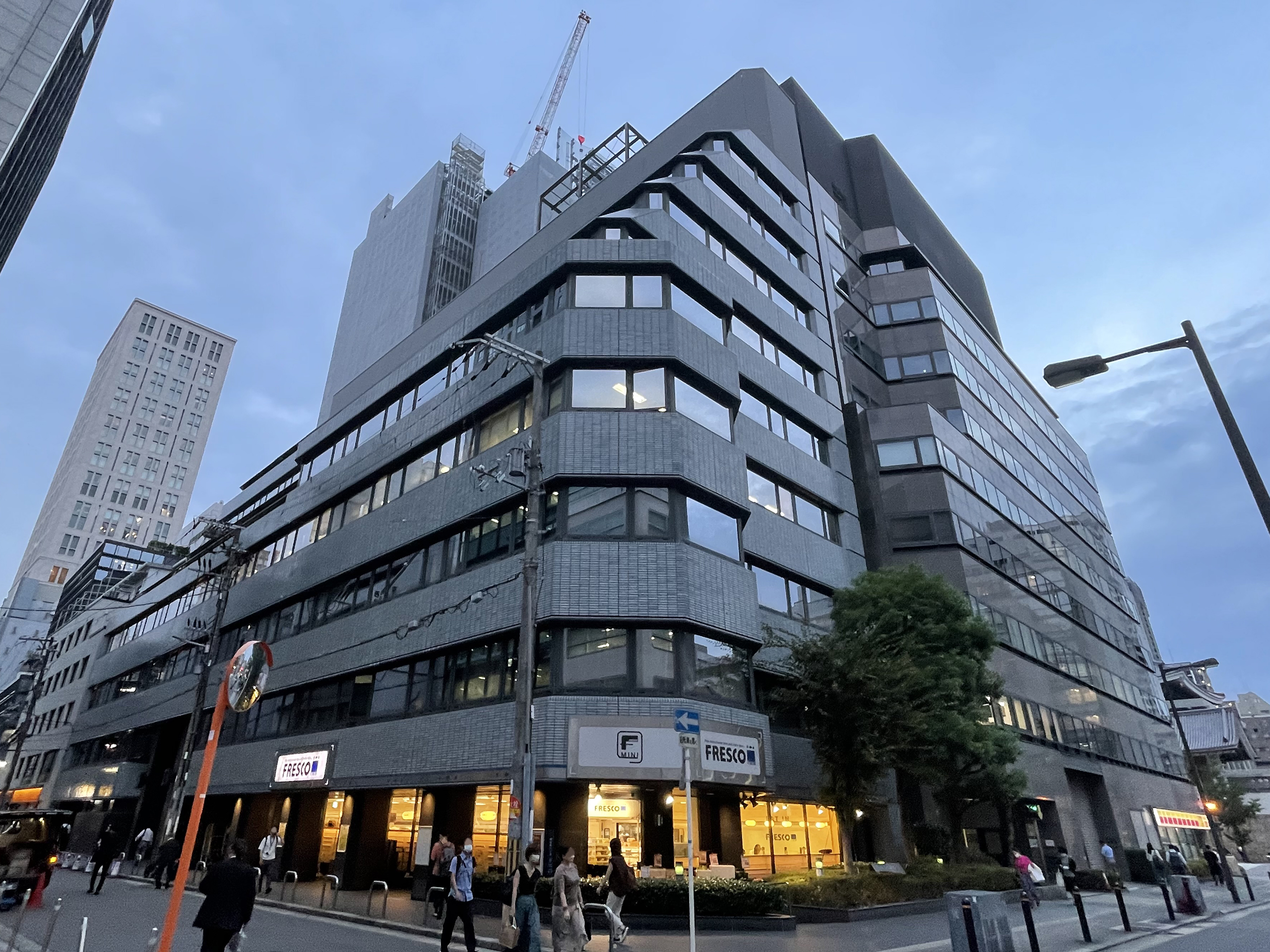
アーバネックス備後町ビル（2022年撮影）

大阪ガス都市開発株式会社（おおさかガスとしかいはつ）は、大阪府大阪市中央区に本社を置く大阪ガス100%子会社の不動産会社。

## 概要
大阪ガスの本社が入居する大阪ガスビルディングを保有する大阪ガスグループの中核会社である。
オフィスビルの開発・賃貸、賃貸マンション「アーバネックス」の開発・賃貸、分譲マンション「シーンズ」の開発・賃貸等を手掛けている。なお、分譲マンション「シーンズ」は2018年から使い始めたブランドであり、それまでは「ジ・アーバネックス」というブランドを使用していた。
京都リサーチパークの保有、運営も実施している。2022年（令和4年）に初の物流施設の開発に乗り出している。
2022年（令和4年）5月に大阪ガス都市開発アセットマネジメント株式会社を設立し、2023年（令和5年）6月には私募リート「大阪ガス都市開発プライベートリート投資法人」を設立し、同年9月に運用開始した。

## 沿革
- 1965年（昭和40年） - 株式会社大阪ガスビルディング設立
- 1985年（昭和60年） - 株式会社プラネットワーク設立
- 1989年（平成元年）6月29日 - 株式会社大阪ガスビルディングと株式会社プラネットワークが合併し、株式会社アーバネックスとして設立
- 1999年（平成11年） - （旧）京都リサーチパーク株式会社を合併し、運営会社として（新）京都リサーチパーク株式会社を設⽴
- 2013年（平成25年）4月1日 - 大阪ガス都市開発株式会社に商号変更、子会社の大阪ガスメゾン株式会社と合併[8]

## 保有物件
オフィス
- 大阪ガスビルディング
- 北浜中央ビル
- アーバネックス備後町ビル
- アーバネックス淡路町ビル
- アーバネックス神山町ビル
- アーバネックス蒲生ビル
- りんくうエルガビル
- アーバネックス御池ビル
- アーバネックス小倉ビル
- 京都リサーチパーク

## グループ会社
- 株式会社大阪ガスファシリティーズ
- 京都リサーチパーク株式会社
- プライムエステート株式会社
- 大阪ガス都市開発アセットマネジメント株式会社